# Besain
Besain ist eine französische Gemeinde im Département Jura in der Region Bourgogne-Franche-Comté.

## Geographie
Besain liegt auf 530 m, etwa 22 Kilometer nordöstlich der Stadt Lons-le-Saunier (Luftlinie). Das Bauerndorf erstreckt sich im Jura, in einer weiten Lichtung im zentralen Teil des Plateau Lédonien (erstes Juraplateau), zwischen dem Erosionstal der Culée de Vaux im Westen und dem Kamm der Côte de l’Heute im Osten.
Die Fläche des 12,84 km² großen Gemeindegebiets umfasst einen Abschnitt des französischen Juras. Der Hauptteil des Gebietes wird von der Ebene des Plateau Lédonien eingenommen, die durchschnittlich auf 530 m liegt und teils von Acker- und Wiesland, teils von Wald bestanden ist. Südlich des Dorfes befindet sich der Bois du Chaumoy, nördlich der Bois de Besain und die Forêt des Moidons. Die westliche Abgrenzung verläuft entlang der Forêt de Poligny. Das Plateau besitzt keine oberirdischen Fließgewässer, weil das Niederschlagswasser im verkarsteten Untergrund versickert. Nach Osten erstreckt sich das Gemeindeareal über einen relativ steilen Hang bis auf den bewaldeten Kamm der Côte de l’Heute, welcher das Plateau vom östlich gelegenen Ain-Tal trennt. Auf dem Gebirgskamm wird mit 640 m die höchste Erhebung von Besain erreicht.
Nachbargemeinden von Besain sind Molain im Norden, Montrond und Crotenay im Osten, Picarreau im Süden sowie Poligny im Westen.

## Geschichte
Erstmals urkundlich erwähnt wird Besain bereits im Jahre 1069. Seit dem 12. Jahrhundert ist auch eine Kirche belegt. Im 14. Jahrhundert erhielt Besain gewisse Freiheitsrechte zugesprochen. Zusammen mit der Franche-Comté gelangte das Dorf mit dem Frieden von Nimwegen 1678 an Frankreich.

## Sehenswürdigkeiten

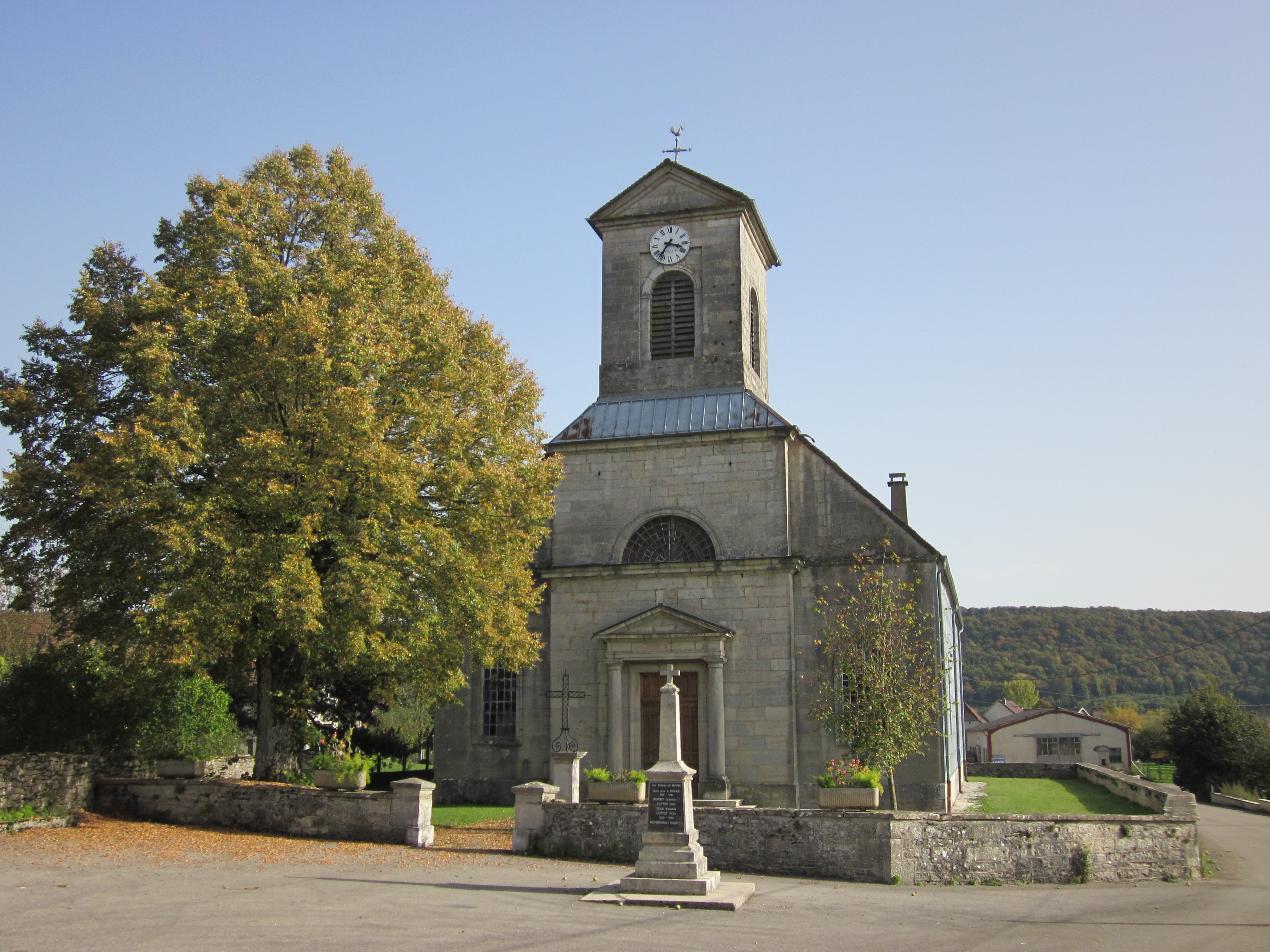
Kirche Saint-Jean-Baptiste

Die heutige Dorfkirche Saint-Jean-Baptiste von Besain wurde im 19. Jahrhundert neu erbaut.

## Bevölkerung
| Jahr                       | 1962 | 1968 | 1975 | 1982 | 1990 | 1999 | 2018 |
| Einwohner                  | 191  | 163  | 146  | 134  | 146  | 180  | 161  |
| Quellen: Cassini und INSEE |      |      |      |      |      |      |      |

Mit 155 Einwohnern (Stand 1. Januar 2022) gehört Besain zu den kleinen Gemeinden des Départements Jura. Nachdem die Einwohnerzahl in der ersten Hälfte des 20. Jahrhunderts markant abgenommen hatte (1881 wurden noch 341 Personen gezählt), wurde seit Beginn der 1980er Jahre wieder ein leichtes Bevölkerungswachstum verzeichnet.

## Wirtschaft und Infrastruktur
Besain war bis weit ins 20. Jahrhundert hinein ein vorwiegend durch die Landwirtschaft und die Forstwirtschaft geprägtes Dorf. Daneben gibt es heute einige Betriebe des lokalen Kleingewerbes. Mittlerweile hat sich das Dorf auch zu einer Wohngemeinde gewandelt. Viele Erwerbstätige sind Wegpendler, die in den größeren Ortschaften der Umgebung ihrer Arbeit nachgehen.
Die Ortschaft liegt abseits der größeren Durchgangsstraßen an einer Departementsstraße, die von Picarreau nach Montrond führt. Weitere Straßenverbindungen bestehen mit Molain und Poligny.